# Choryně (zámek)
Zámek Choryně se nachází ve stejnojmenné obci, ležící asi 6 km severozápadně od centra města Valašského Meziříčí v okrese Vsetín. Původně gotická a později renesančně upravená vodní tvrz, počátkem 19. století přebudovaná na empírový zámek, je od 3. května 1958 chráněna jako kulturní památka. Majitelem zámeckého areálu je Česká provincie Kongregace Milosrdných sester svatého Kříže, která ho od roku 2006 pronajímá Institutu Krista Velekněze, jenž v objektu provozuje domov pro seniory Panny Marie Královny.

## Historie
Předchůdcem nynějšího zámku byla gotická vodní tvrz, kterou roku 1480 koupil Ctibor z Ledské, jenž se dle zakoupené vsi začal psát jako Ctibor Chorynský z Ledské. Jeho potomci se zasloužili o renesanční úpravu tvrze, o čemž svědčí kamenná deska s rodovým erbem z roku 1573, umístěná na zámeckém nádvoří. Protože se Chorynští z Ledské zapojili do stavovského povstání, byl jim statek konfiskován a roku 1623 prodán Hynkovi Sevěřskému z Kuličova. Od roku 1653 byla Choryně v držení svobodných pánů Kaldtschmidtů z Eisenberku, v jejichž rukách setrvala až do roku 1808. Podle popisu z roku 1653 byla tvrz obklopena vodním příkopem a s pevninou jí spojoval padací most. Za Jana Nepomuka Kaldtschmidta z Eisenberku došlo k vybudování choryňského kostela sv. Barbory, jež vyrostl roku 1784 v sousedství zámeckého areálu.
Svůj původní vzhled si budova uchovala až do počátku 19. století, kdy byla roku 1822 z popudu nového majitele Jana Křtitele Forgatsche, někdejšího hejtmana Přerovského kraje, přestavěna na empírový zámek. Posledními šlechtickými majiteli zámku byli rytíři z Holle, kteří jej odprodali římskokatolické církvi. Stavba byla v roce 1882 přeměněna na klášter sester sv. Kříže, v jejichž držení zůstávala až do roku 1948. Zkonfiskovaný klášter poté stát předal do správy České katolické charity, která v něm zřídila domov pro přestárlé řeholnice.
Po roce 1989 se objekty bývalého kláštera opět vrátily do rukou kongregace sester sv. Kříže, které je využívaly do roku 2004. Od roku 2006 je areál bývalého zámku pronajímán Institutu Krista Velekněze.

## Galerie

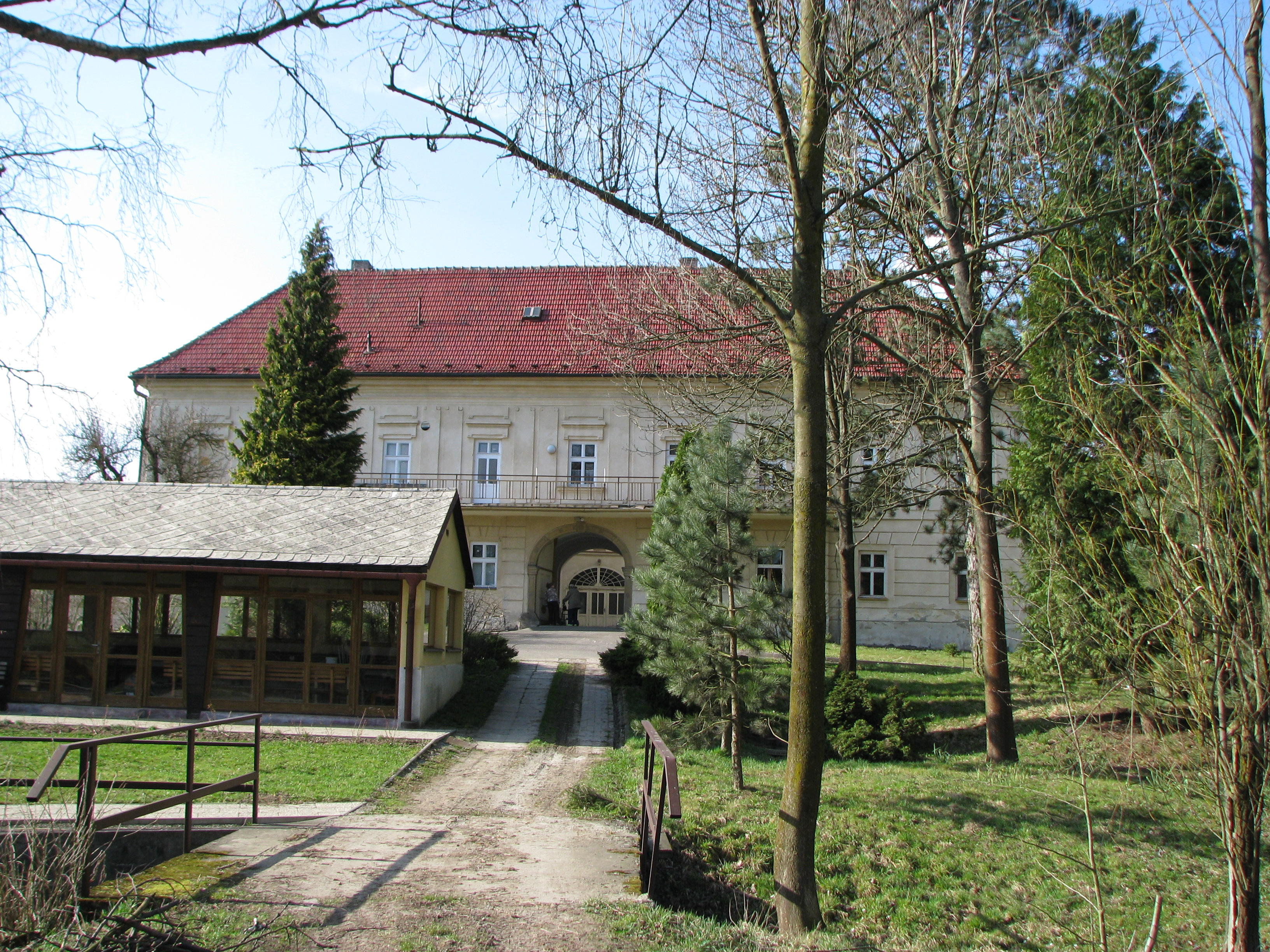
Pohled na zámek od parku
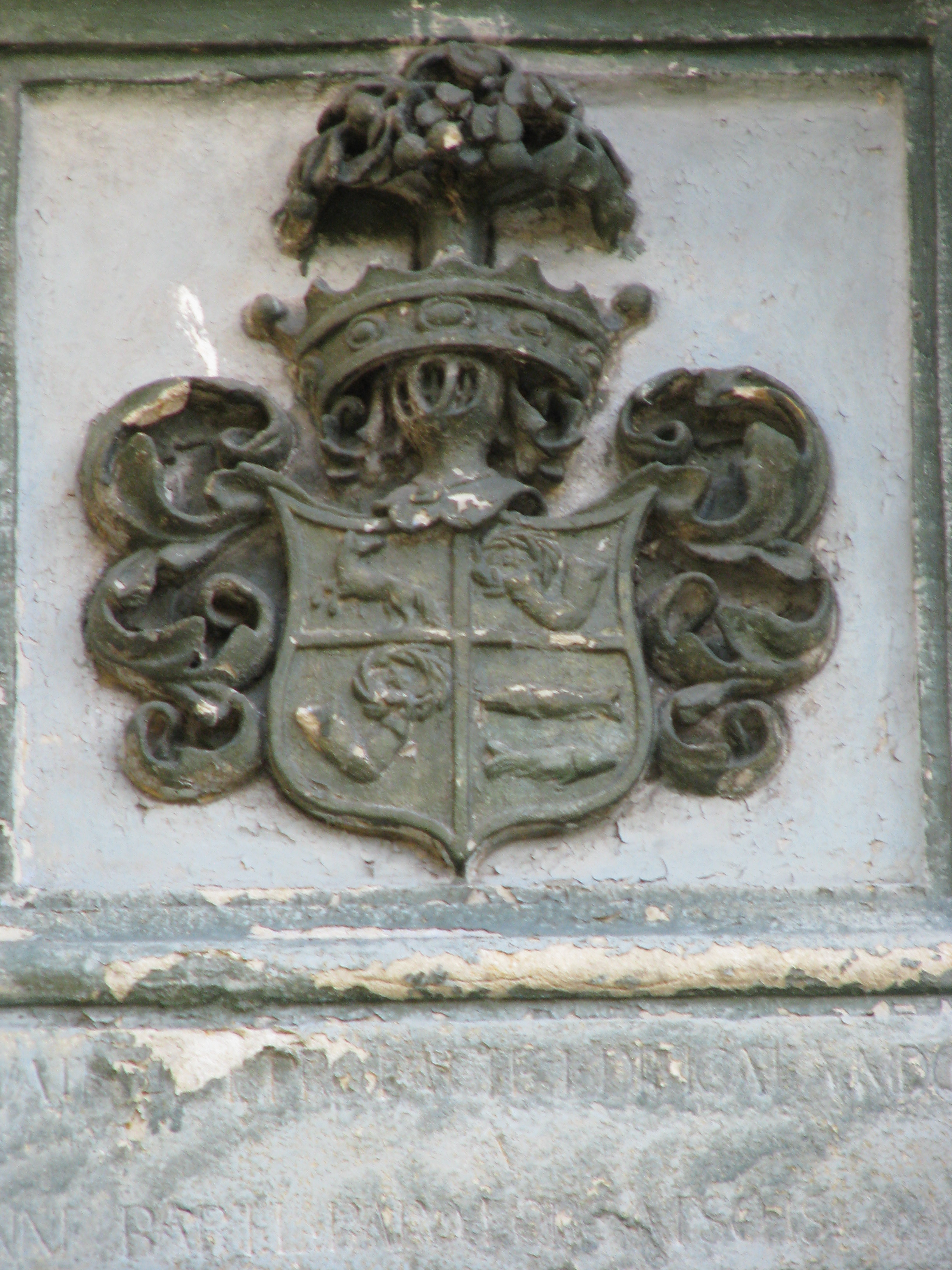
Erb Jana Křtitele Forgatsche nad vstupem do zámku
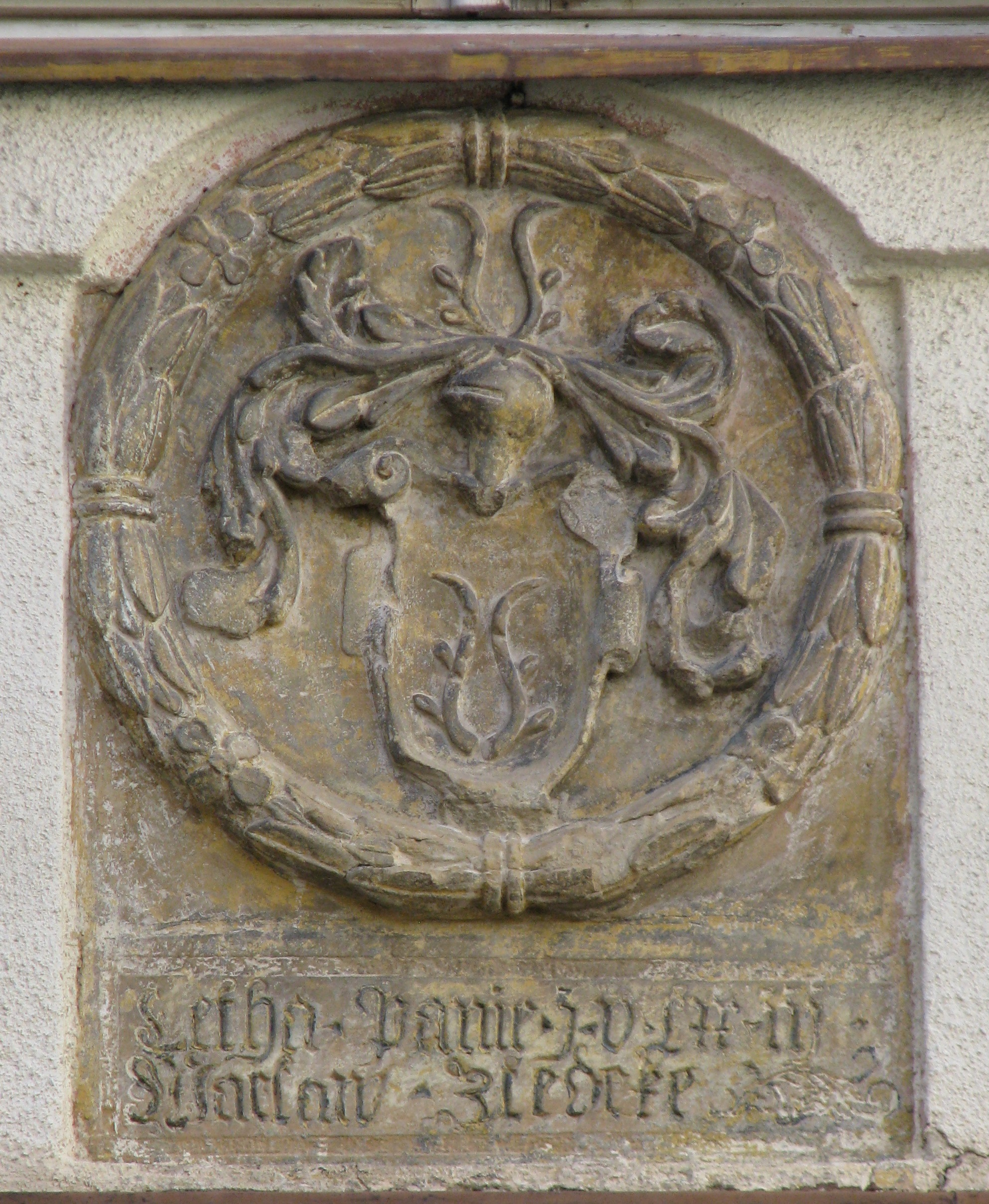
Erb Choryňských z Ledské z roku 1573
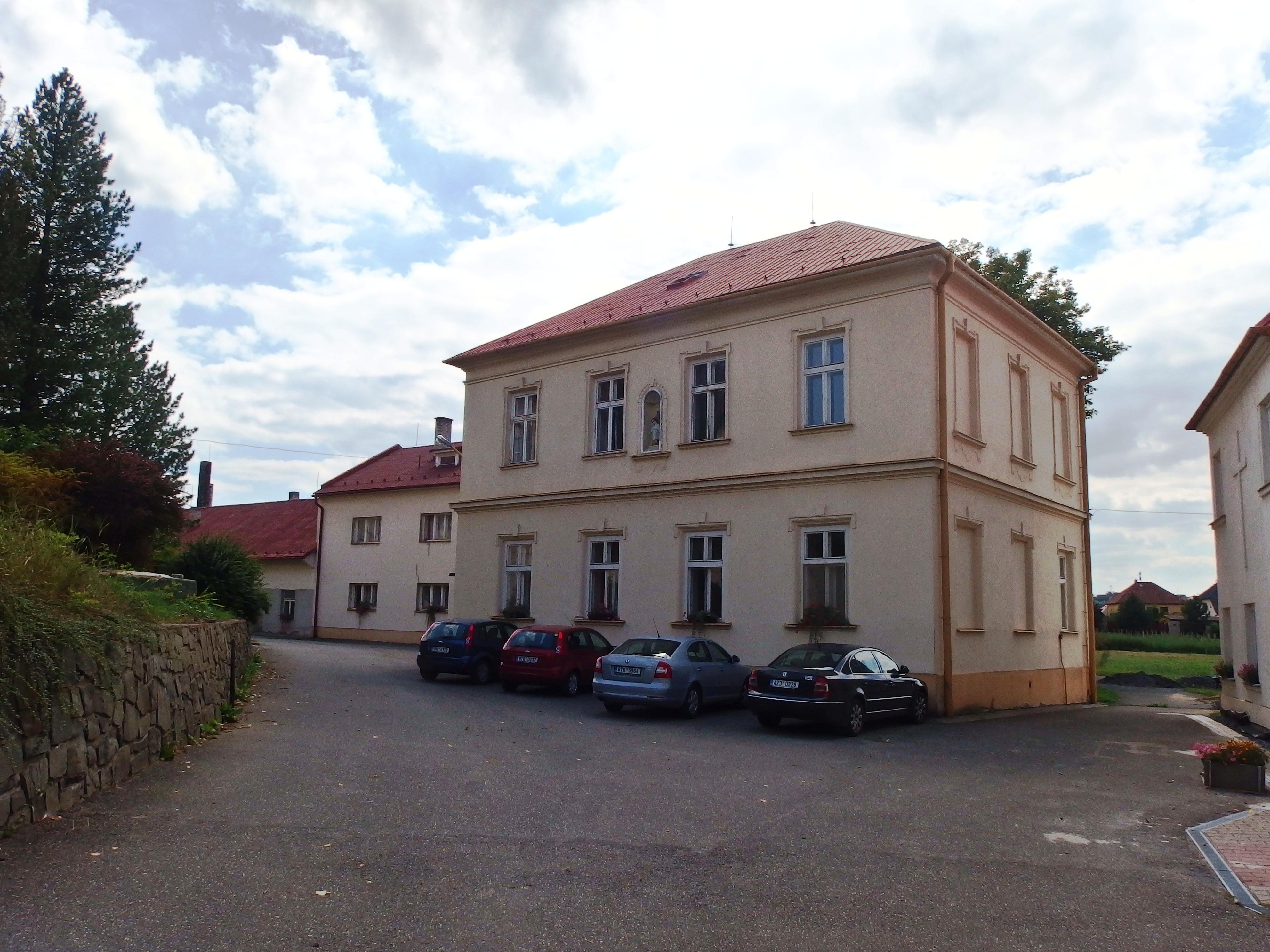
Budovy na předzámčí